# Bulbophyllum reichenbachii
Bulbophyllum reichenbachii là một loài phong lan thuộc chi Bulbophyllum.